# Johann Josef Loschmidt
(Johann) Josef (oder Joseph) Loschmidt (Karlovy Vary, 15 de março de 1821 — Viena, 8 de julho de 1895) foi um químico e físico austríaco. Loschmidt foi uma das maiores personalidades do século XIX, contribuindo com pesquisas fundamentais em química e física.

## Carreira
Ele escreveu um tratado, Chemical Studies I, onde interpretou corretamente a natureza dos compostos açucarados como compostos semelhantes ao éter, e afirmou que o ozônio é O3 e o benzeno uma molécula cíclica. Ele aceitou a existência de valências variáveis para certos átomos, como enxofre, e valências fixas para outros, como hidrogênio, carbono e oxigênio. Este tratado teve tão pouca repercussão que sua segunda parte, projetada pelo autor enquanto escrevia a primeira, nunca foi publicada.
Mais tarde trabalhou na teoria cinética dos gases, onde calculou pela primeira vez o valor exato do tamanho das moléculas de ar. Com esse valor, ele estimou erroneamente o número de moléculas em um centímetro cúbico de ar. No entanto, foi a primeira tentativa de medir o número de Avogadro, uma constante que às vezes também é chamada de número de Loschmidt.

## Obras
- 1861: Chemische Studien, Constitutions-Formeln der organischen Chemie in graphischer Darstellung.
- 1865: Zur Größe der Luftmoleküle [3]